# Hans Lauwerier
Hans Adolf Lauwerier, manchmal auch Hendrik Lauwerier, (* 15. November 1923 in Rotterdam; † 21. November 1997 in Amsterdam) war ein niederländischer Mathematiker, der sich mit Angewandter Analysis befasste.
Sein Vater Hendrik Adolf Lauwerier war Redakteur von Het Vaderland. Lauwerier studierte in Leiden und Delft wurde 1948 an der TU Delft bei Oene Bottema promoviert (Axiomatische onderzoekingen over de vlakke meetkunde). 1948 bis 1954 war er am Forschungslabor von Shell in Amsterdam (wo er mit Bartel Leendert van der Waerden in Kontakt kam). Ab 1956 war er am Mathematisch Centrum (CWI) in Amsterdam. Er war ab 1960 Professor an der Universität Amsterdam, war aber auch am CWI als Leiter der Angewandten Mathematik. 1988 wurde er emeritiert.
Er befasste sich mit Angewandter Analysis und mathematischer Physik, unter anderem mit Asymptotischen Entwicklungen, Fraktalen und Seltsamen Attraktoren. In den 1950er Jahren rechnete er an Modellen für Nordsee-Hochwasser im Rahmen des Deltaprojekts nach der Flutkatastrophe von 1953. Dabei arbeitete er unter David van Dantzig. Im Rahmen dieser Arbeit löste er die Helmholtz-Gleichung mit schiefen Randbedingungen (zwischen Dirichlet- und Neumann-Randbedingungen), um auch Corioliskräfte zu berücksichtigen.
Er interessierte sich auch für Kunst und Kultur und war einer der Redakteure der Grote Winkler Prins Encyclopedie.
Zu seinen Doktoranden gehören Tom Koornwinder und Nico Temme.
Zusammen mit Warner T. Koiter war er Herausgeber der Buchserie Applied Mathematics and Mechanics im Verlag North-Holland.

## Schriften
- Fractals: Endlessly Repeated Geometrical Figures, Penguin 1991 (niederländisches Original: Amsterdam, Aramith 1987)
  - Deutsche Übersetzung: Fraktale – Verstehen und selbst programmieren, Wittig Fachbuchverlag 1989
- Asymptotic Expansions, Amsterdam, Mathematisch Centrum 1966
- Asymptotic Analysis, Mathematisch Centrum 1974
- Calculus of Variations in Mathematical Physics, Mathematisch Centrum 1966
- Symmetrie: regelmatige structuren in de kunst, Amsterdam: Aramith 1988
- Unendlichkeit: Denken im Grenzenlosen, Rowohlt TB 1993